# NGC 6997
NGC 6997 је расејано звездано јато у сазвежђу Лабуд које се налази на NGC листи објеката дубоког неба.
Деклинација објекта је + 44° 39' 0" а ректасцензија 20h 56m 30,0s. Привидна величина (магнитуда) објекта NGC 6997 износи 10,0. NGC 6997 је још познат и под ознакама OCL in Veil Nebula.